# Volyně
Volyně (německy Wolin) je české město v okrese Strakonice v Jihočeském kraji. Leží na řece Volyňce zhruba deset kilometrů jižně od Strakonic a patnáct kilometrů severovýchodně od Vimperka. Jeho historické jádro je od roku 1990 městskou památkovou zónou.
Místní části Zechovice a Starov jsou vesnice, které přiléhají k centrální místní části Volyně na západní straně, leží při silnici III/1706, vedoucí do Nahořan. Místní části Černětice a Račí leží jižně od vlastní Volyně a společně tvoří exklávu města, od něhož jsou odděleny obcí Nišovice.
Ve městě žije v současné době přibližně 3 000 obyvatel.

## Historie

### Historie obce
Hrádek ve Volyni založen u brodu přes řeku Volyňku, na důležité obchodní stezce. První písemná zmínka o městě pochází z roku 1271 – v té době byla majetkem pražské kapituly. Roku 1299 byla Volyně povýšena na město. V letech 1330–1336 bylo založeno město, obehnané hradbou se třemi branami. V téže době založen kostel, po roce 1460 zaklenutý a do roku 1509 rozšířený o jižní loď. V letech 1501-1529 postavena renesanční radnice a nově postavena i obdélná tvrz. V polovině 19. století město vyhořelo a při obnově se setřel historický ráz domů. V roce 1900 bylo ve Volyni 264 domů a 3080 českých obyvatel, němečtí 4.

### Historie židovské obce ve Volyni

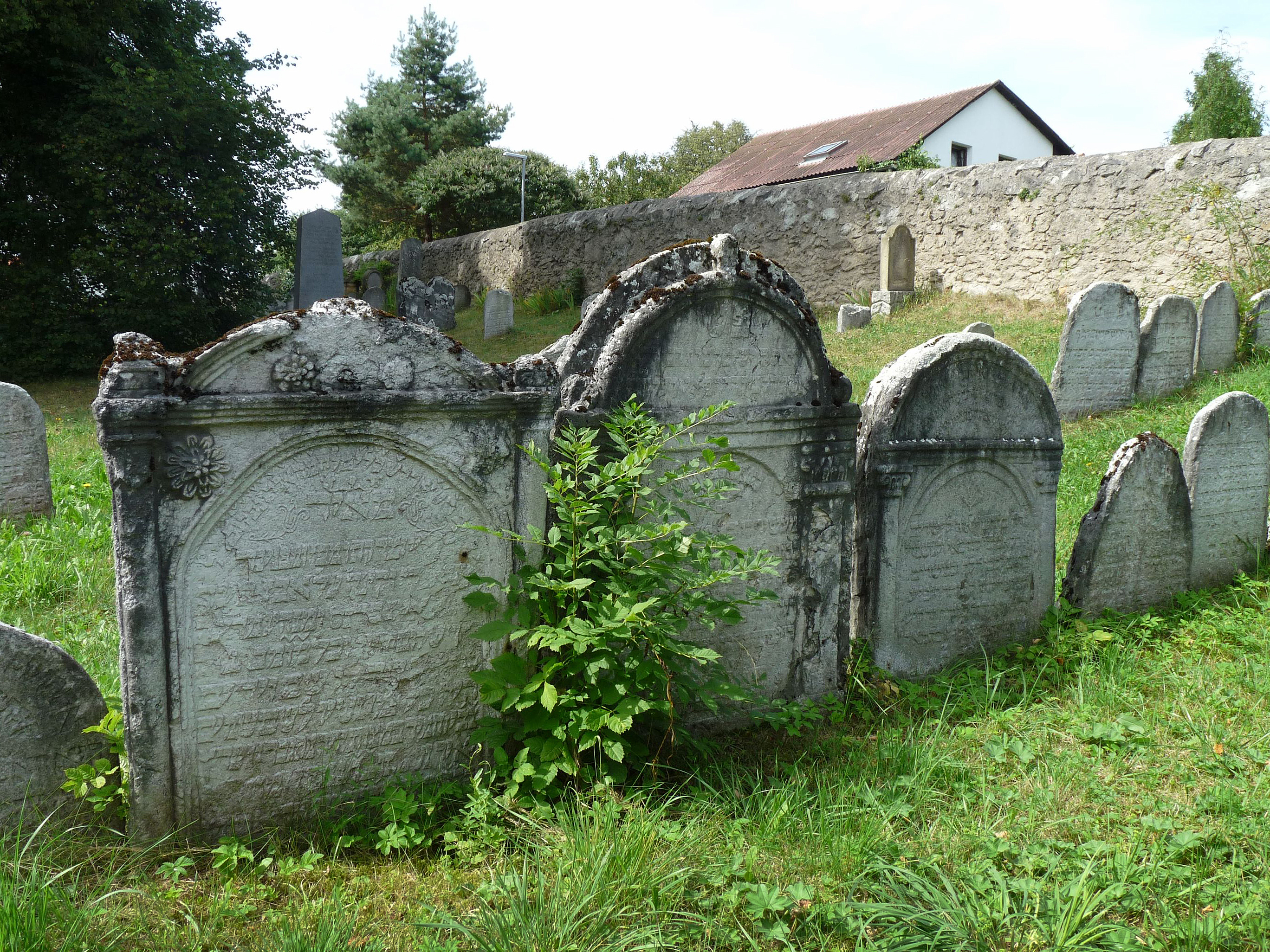
Židovský hřbitov

Lze doložit, že první židovští jednotlivci žili ve Volyni již před rokem 1500. Po roce 1520 se Židé začali usazovat v části města Hradčany, v témže století byla založena i židovská obec. Na Hradčanech byl založen i židovský hřbitov. Hradčany byly v té době mimo obvod města, Židé totiž nesměli být přes noc ve městě spolu s křesťanskými obyvateli. Byli nuceni žít pohromadě v ohraničených místech jim vykázaných, v ghettech.
S rozrůstáním židovského osídlení ve Volyni vyvstala potřeba přemístění celého ghetta. Proto volyňští Židé koupili místo pro nové ghetto, uprostřed něhož postavili v letech 1838–1840 synagogu, která byla roku 1890 renovována. Dodnes se v těchto místech říká V židovnech. Proti synagoze jsou dva židovské domy, stavebně jen málo změněné. Vlastní synagoga je jedna z mála synagog empírového typu, stavebně velmi vzácná.
Židovské obce v Čechách vzkvétaly nejvíce v 18. a v první polovině 19. století. Židovská obec ve Volyni čítala roku 1862 158 osob. V roce 1849 byly zrušeny zákony omezující počet židovských sňatků (dříve se směl oženit jen nejstarší syn) a zákon omezující právo volného pohybu a usídlování Židů v libovolných místech. V této době, kdy se průmysl začal bouřlivě rozvíjet, hledali Židé, většinou obchodníci, uplatnění ve velkých městech. Po roce 1890 venkov opustili téměř všichni Židé produktivního věku se svými rodinami a židovské obce na venkově začaly silně upadat.
V důsledků toho docházelo na venkově ke slučování upadajících obcí. Tímto způsobem zanikly obce např. v Hošticích, Vlachově Březí nebo v Dubu u Prachatic. Majetek obcí byl většinou rozprodán s podmínkou, že pokud budou synagoga nebo hřbitov rozbořeny, na jejich půdorysu bude zřízena zahrada, aby místo nebylo nijak znesvěceno. Ve třicátých letech 20. století odliv Židů do Prahy nebo zahraničí nadále pokračoval a v důsledku nacistické perzekuce se dějiny židovského osídlení v Československu staly již uzavřenou epochou.
Židovský hřbitov ve Volyni (rozloha 1357 m²) pochází z doby založení ghetta na Hradčanech, protože se tu nalézají pomníky 300 let staré. Nejstarší náhrobky jsou z bílého mramoru, barokní a je na nich patrný vliv lidového umění. Jsou zdobeny většinou poměrně velkými a neumělými rostlinnými ornamenty. Jsou zvláštním typem, který se z Volyně rozšířil na celkem asi patnáct židovských hřbitovů v širokém okolí. Náhrobky jsou na první pohled neuměle provedené, písmo je velkých rozměrů, neforemné, provedené s menším profesionálním umem. Od poloviny 19. století mají všechny náhrobky standardní řemeslnickou úroveň a jsou dílem zkušených kameníků. Písmo je kultivované, náhrobky leštěné.
V roce 1912 byla provedena důkladná oprava hřbitovní zdi i pomníků. V téže době byl postaven domek pro správce hřbitova. Oprava zdi byla znovu provedena v roce 1988.

## Obyvatelstvo
| Rok            | 1869  | 1880  | 1890  | 1900  | 1910  | 1921  | 1930  | 1950  | 1961  | 1970  | 1980  | 1991  | 2001  | 2011  | 2021  |
| -------------- | ----- | ----- | ----- | ----- | ----- | ----- | ----- | ----- | ----- | ----- | ----- | ----- | ----- | ----- | ----- |
| Počet obyvatel | 3 495 | 3 738 | 3 757 | 4 018 | 4 131 | 3 993 | 3 930 | 3 349 | 3 144 | 2 970 | 3 162 | 3 251 | 3 194 | 2 981 | 3 006 |
| Počet domů     | 384   | 398   | 403   | 419   | 429   | 475   | 574   | 657   | 623   | 647   | 622   | 751   | 798   | 832   | 853   |

## Městská správa

### Části města
- Černětice
- Račí
- Starov
- Volyně
- Zechovice

Od 1. dubna 1974 do 23. listopadu 1990 k městu patřily i Nišovice.

### Městské symboly
Vlajka byla městu udělena rozhodnutím předsedy Poslanecké sněmovny Parlamentu České republiky dne 21. června 1999.

## Hospodářství
Mezi nejvýznamnější zaměstnavatele patří:
- Agrochemický podnik Volyně
- Aldast

## Doprava
Centrum města leží nad levým břehem Volyňky, po jejím pravém břehu (tedy východním okrajem města) prochází železniční trať 198 (Strakonice – Vimperk – Volary), na níž leží železniční stanice Volyně. U místní části Račí, ve volyňském katastrálním území Račí u Nišovic poblíž trojmezí s Černěticemi a Nišovicemi, se nachází zastávka Nišovice.
Skrze centrum města probíhá silnice I/4 (Praha – Strakonice – Strážný/Philippsreut). Z náměstí Svobody vede severovýchodním směrem jako Palackého ulice na náměstí Hrdinů a dále po mostě přes Volyňku a jako Nádražní ulice údolím Volyňky souběžně s železniční tratí na Strakonice a pak dále na Prahu, směrem jihozápadním vede jako Vimperská ulice na Vimperk. Od Nádražní ulice vede východním směrem jako Wolkerova ulice silnice II/142 (Volyně – Bavorov – Netolice).
Na jihovýchod, směrem na Nišovice a Černětice, vede jako Husova ulice silnice II/144 (Volyně – Vlachovo Březí – Husinec). Račí je se silnicí II/144 spojenou krátkou silnicí III. třídy, Černětice silnicí III/1442 vedoucí do Malenic. Z centra Volyně na severozápad ulicemi Lidickou a Školní vede silnice III/1704 směrem na Doubravici u Volyně, a z ní se na obvodě města oddělují Chomutovskou ulicí silnice III/1703 na sever do Nihošovic a západojihozápadním směrem silnice III/1706 na Zechovice, Starov a Nahořany. Za Zechovicemi se ze silnice III/1706 odděluje silnice III/17016 do Nuzína.
Páteří autobusové dopravy je silnice I/4 a nejdůležitějším uzlem zastávky na hlavním volyňském náměstí, náměstí Svobody. U železničního nádraží v dolní části města aktuálně (2013) žádná dálková ani místní autobusová linka nezastavuje (zastávka je však uvedena v jízdním řádu linek 370190 a 370560). Na hlavním náměstí zastavuje několik dálkových linek různých dopravců (PROBO BUS (137441 a 137443), ČSAD AUTOBUSY České Budějovice (370001 a 370002), Stanislav Jirásek (137444)) spojujících Prahu se Šumavou a jedna linka COMETT PLUS (390210) a jedna linka ČSAD AUTOBUSY České Budějovice (370220) z Tábora na Šumavu a jedna linka ČSAD AUTOBUSY České Budějovice (370190) ze Strakonic do Vimperka. Přes Volyni dále jedou dvě linky strakonického dopravce ČSAD STTRANS ze Strakonic, jedna z nich (380200) pokračuje pos silnici 1706 přes zastávky „Volyně, MŠ“, „Volyně, Hradčany“, „Volyně, Zechovice, ACHP“, „Volyně, Zechovice“ a „Volyně, Starov“ směrem na Vacovice a Čestice, druhá (380230) vede do Volyně přes Hoštice a z Volyně směrem po silnici 142 na Litochovice a dále na Kakovice. Regionální linka ČSAD AUTOBUSY České Budějovice 370560 rovněž vede ze Strakonic, z volyňského náměstí pak pokračuje po silnici 144 přes zastávky „Volyně, Dobřanovec“, „Nišovice“, „Volyně, Černětice, žel. st. Nišovice“ a „Volyně, Černětice“ směrem na Vlachovo Březí a Prachatice. Jednotlivé spoje linek 370190 a 380200 zajíždějí do Malenic.

## Společnost

### Školství
Veřejné školy:
- Mateřská škola Volyně
- Základní škola Volyně
- Dětský domov, Základní škola, Školní jídelna a Školní družina Volyně
- Střední škola a Jazyková škola s právem státní jazykové zkoušky Volyně
- Vyšší odborná škola a Střední průmyslová škola Volyně
- Základní umělecká škola Volyně

Soukromé školy:
- Základní škola Volyňka, z. s. (ZŠ a dětské skupiny)

### Kultura
- Městské muzeum a kulturní centrum
- Kino

### Sport
- T.J.Sokol
- SK Slavoj Volyně - fotbal
- Bikerz Volyně

### Festivaly
- Divadelní Piknik - Celostátní přehlídka amatérského činoherního a hudebního divadla, s přímou nominací na Jiráskův Hronov
- Koupák Smack Fest
- Volyňská pouť
- Summer punk party

## Pamětihodnosti
- Volyňská tvrz vznikla nejspíše již na konci třináctého století, ale dochovaná hlavní budova pochází ze čtrnáctého a opevnění až z počátku šestnáctého století.[9]
- Radnice s věží, ozdobným průčelím a podloubím postavena v letech 1501–1629, přestavěna po roce 1560
- Kostel Všech svatých, původně svatého Václava, založen po roce 1300 (zachován jižní portálek) a přestavěn v letech 1327–1350. Klenba lodi z let 1460–1470, jižní loď přistavěna do roku 1509. Věž je z roku 1817. Nepravidelné síňové dvoulodí na obdélném půdorysu, jižní loď podstatně užší. Zařízení z 19. století, pozdně gotická kamenná křtitelnice.
- Hřbitovní kostel Proměnění Páně na Malsičce, prostá renesanční stavba z let 1580-1619 s věží v průčelí z roku 1877. Barokní zařízení z 18. století, na zrušeném hřbitově cenné náhrobky.
- Empírová bývalá synagoga z roku 1840, roku 1890 obnovená a později přeměněná na kino.[10]
- Dnes původnímu účelu nesloužící rozsáhlý areál tehdejší Školy v přírodě Volyně,[11] který je po ukončení provozu areálu (2002) a po rozhodnutí původního vlastníka, Ústeckého kraje, o prodeji, od července 2005 v soukromém vlastnictví a není přístupný veřejnosti.[12]

### Galerie

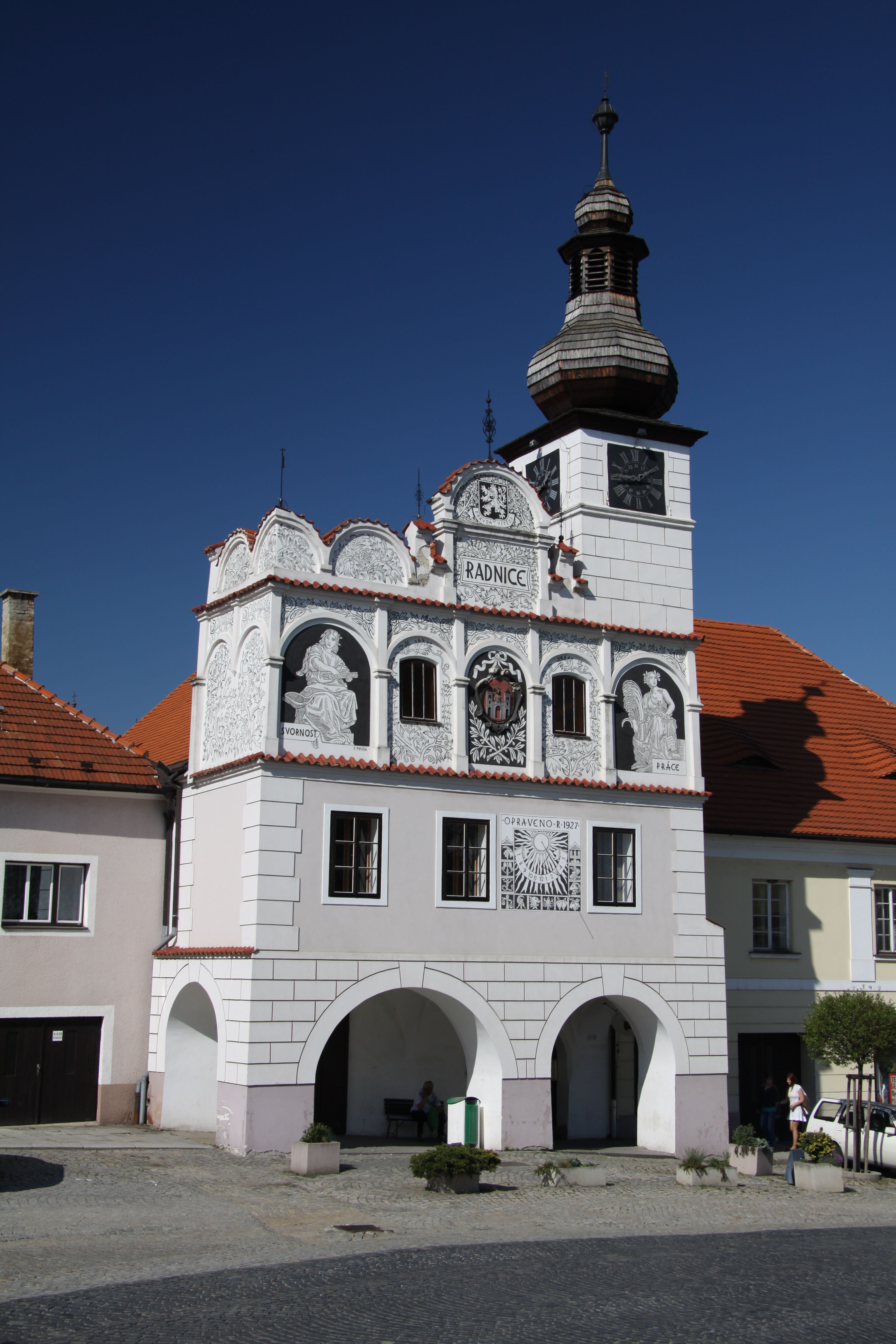
Renesanční radnice
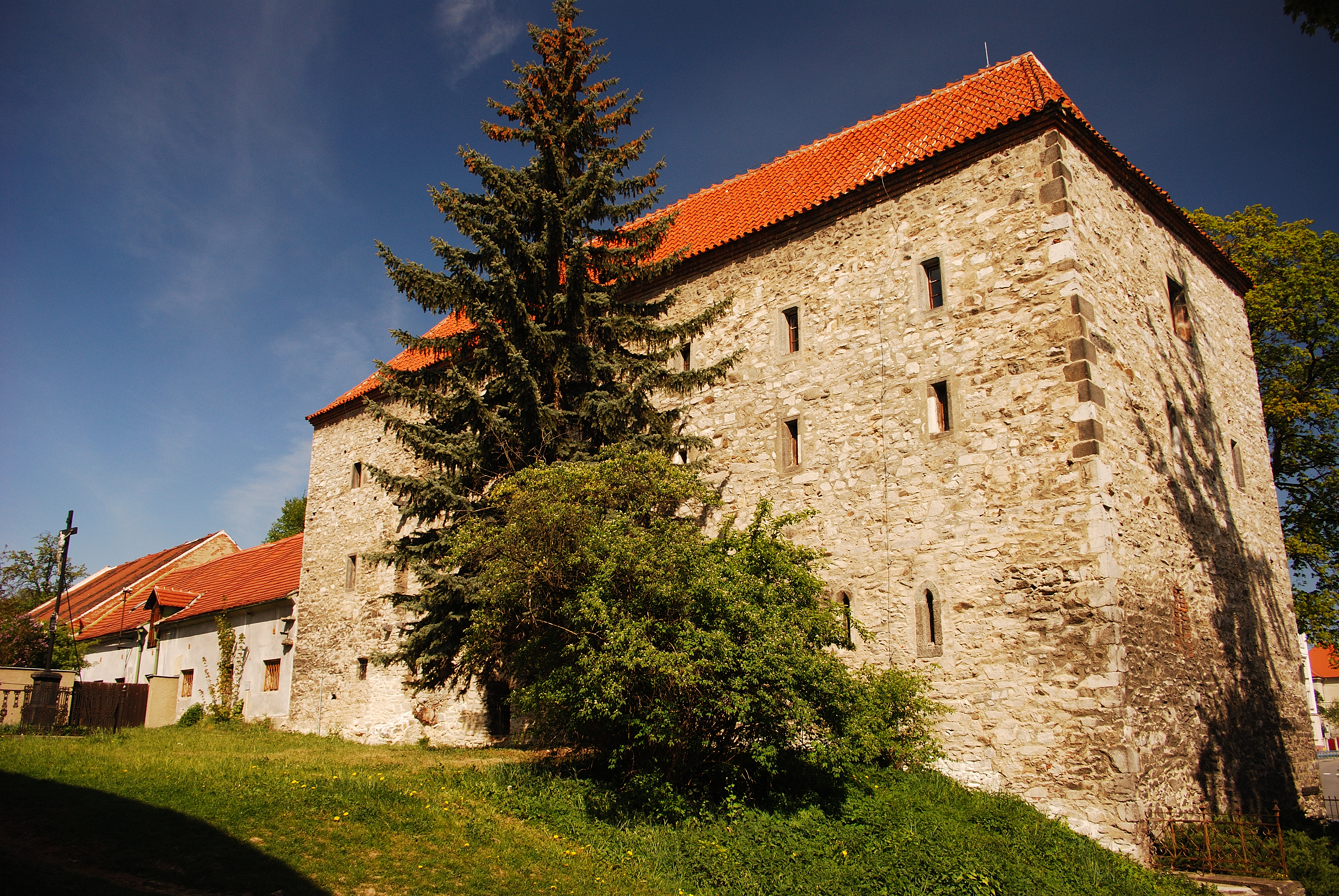
Tvrz
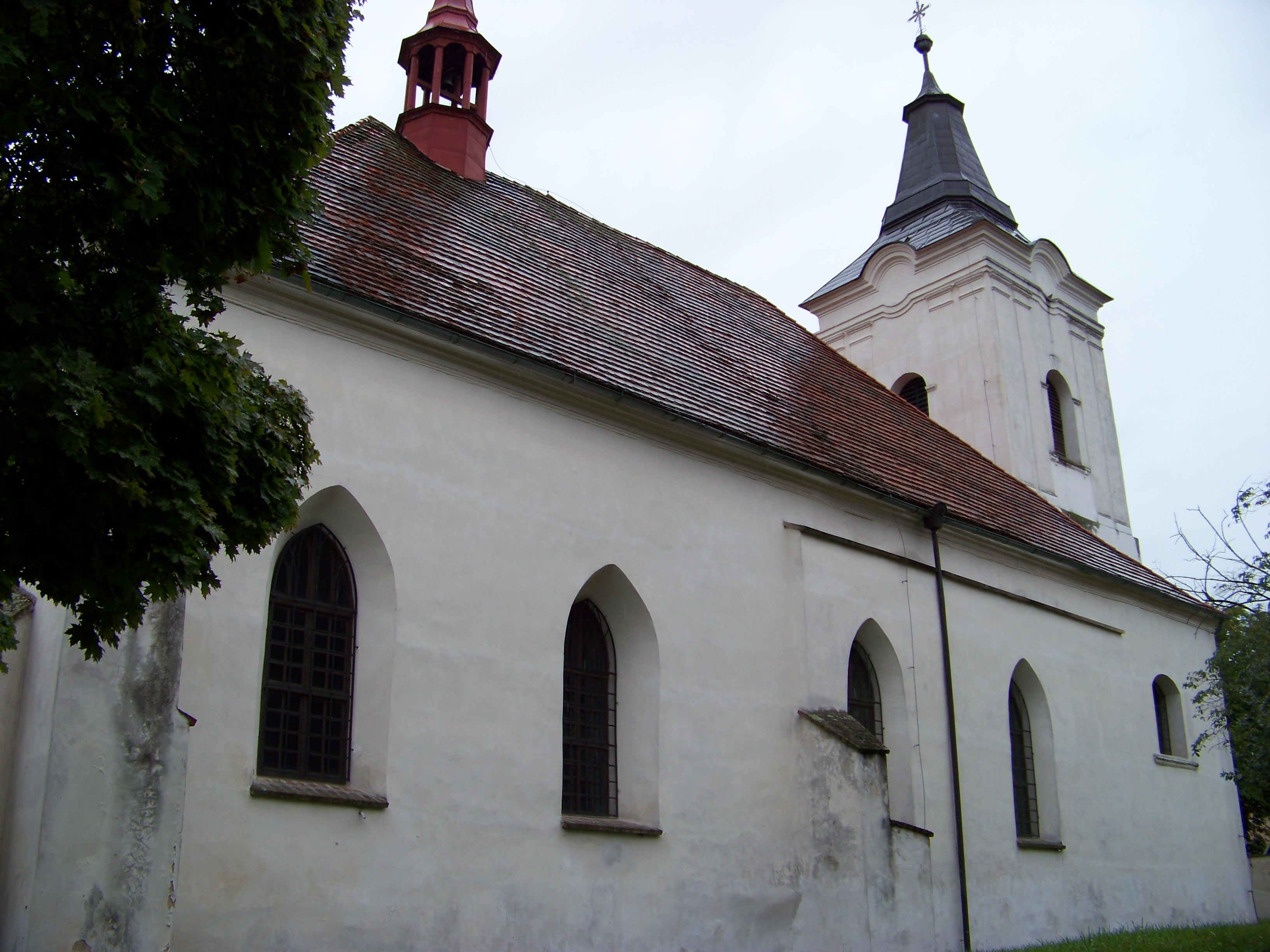
Kostel Všech svatých
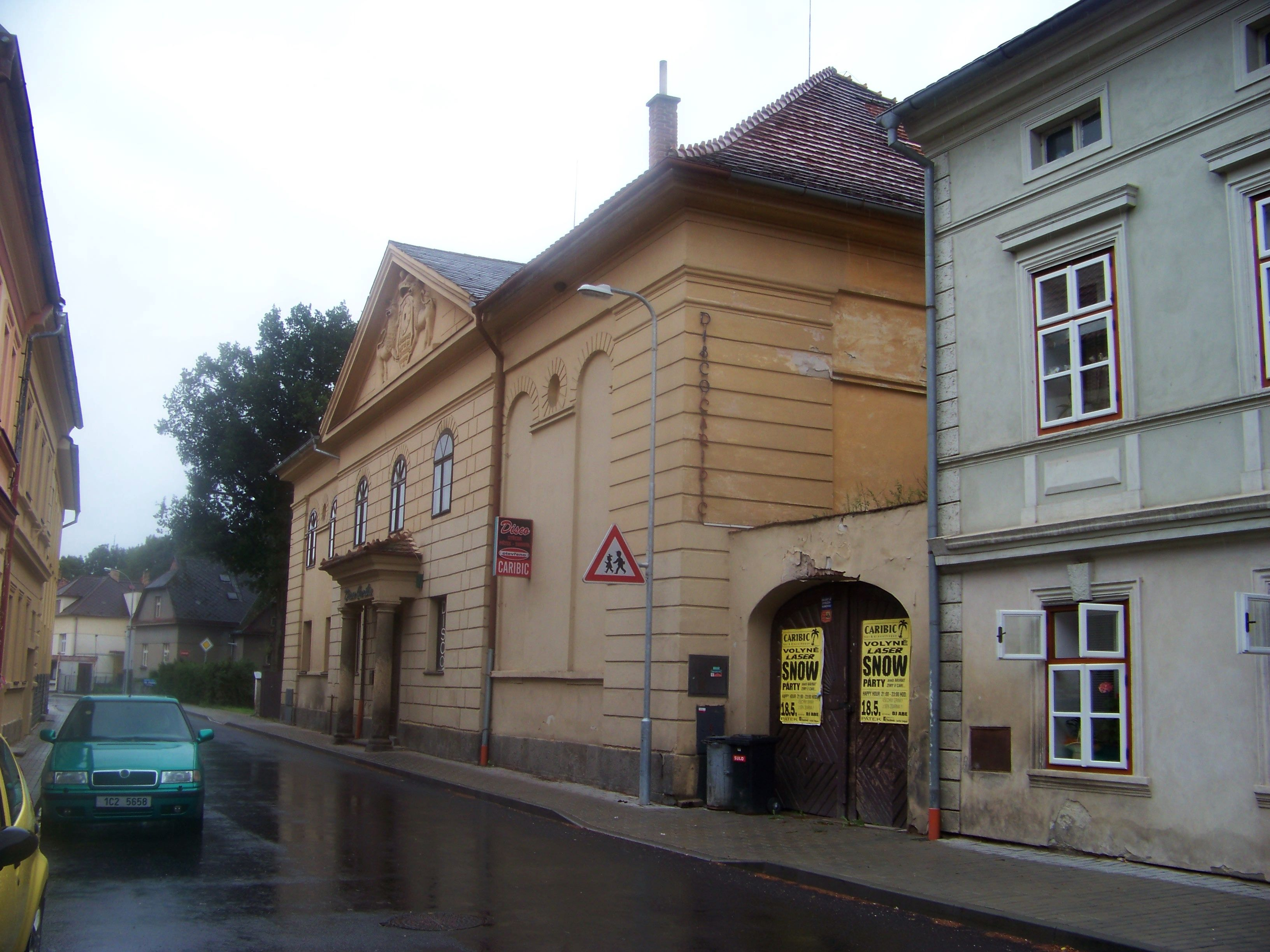
Bývalá synagoga
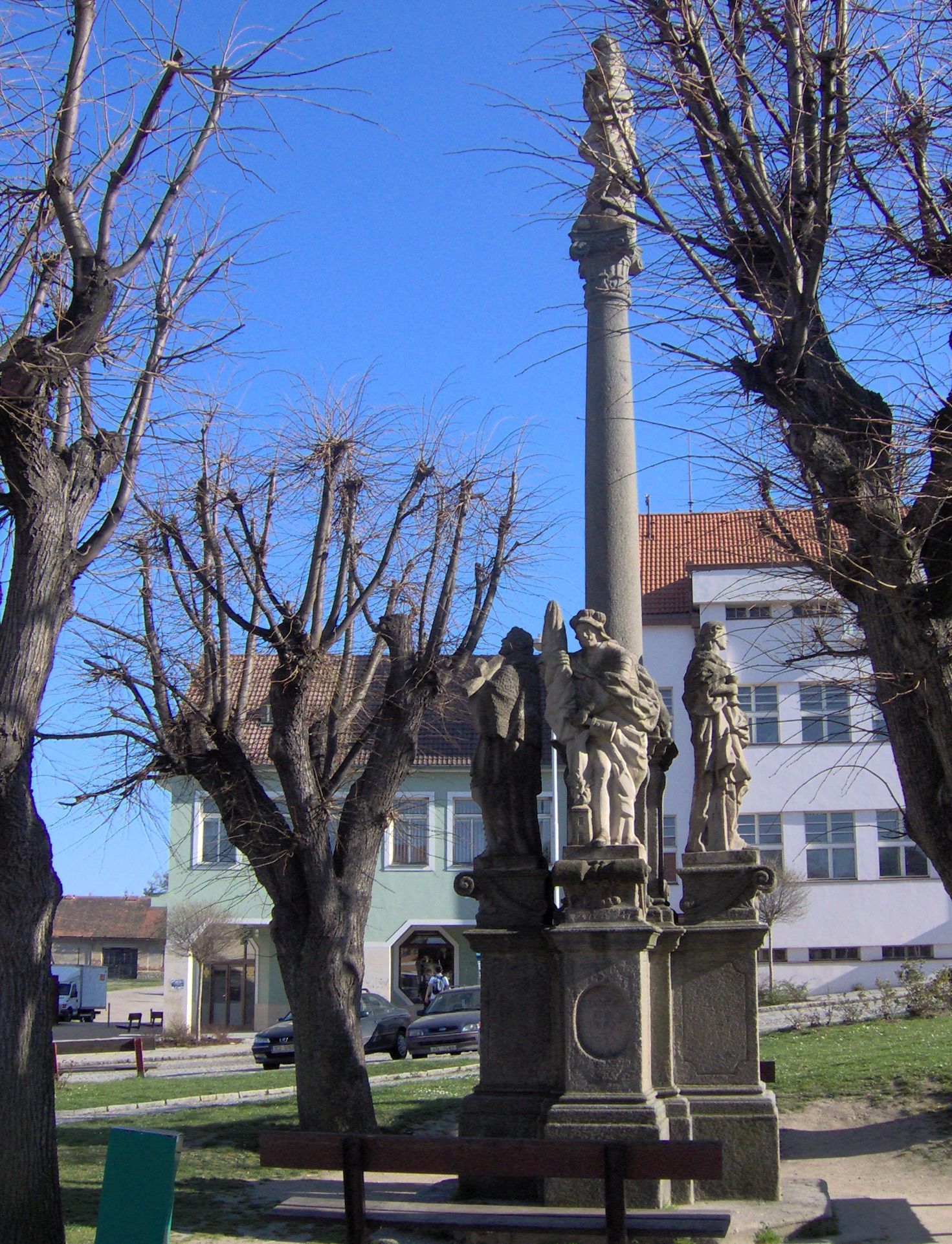
Mariánský sloup na náměstí
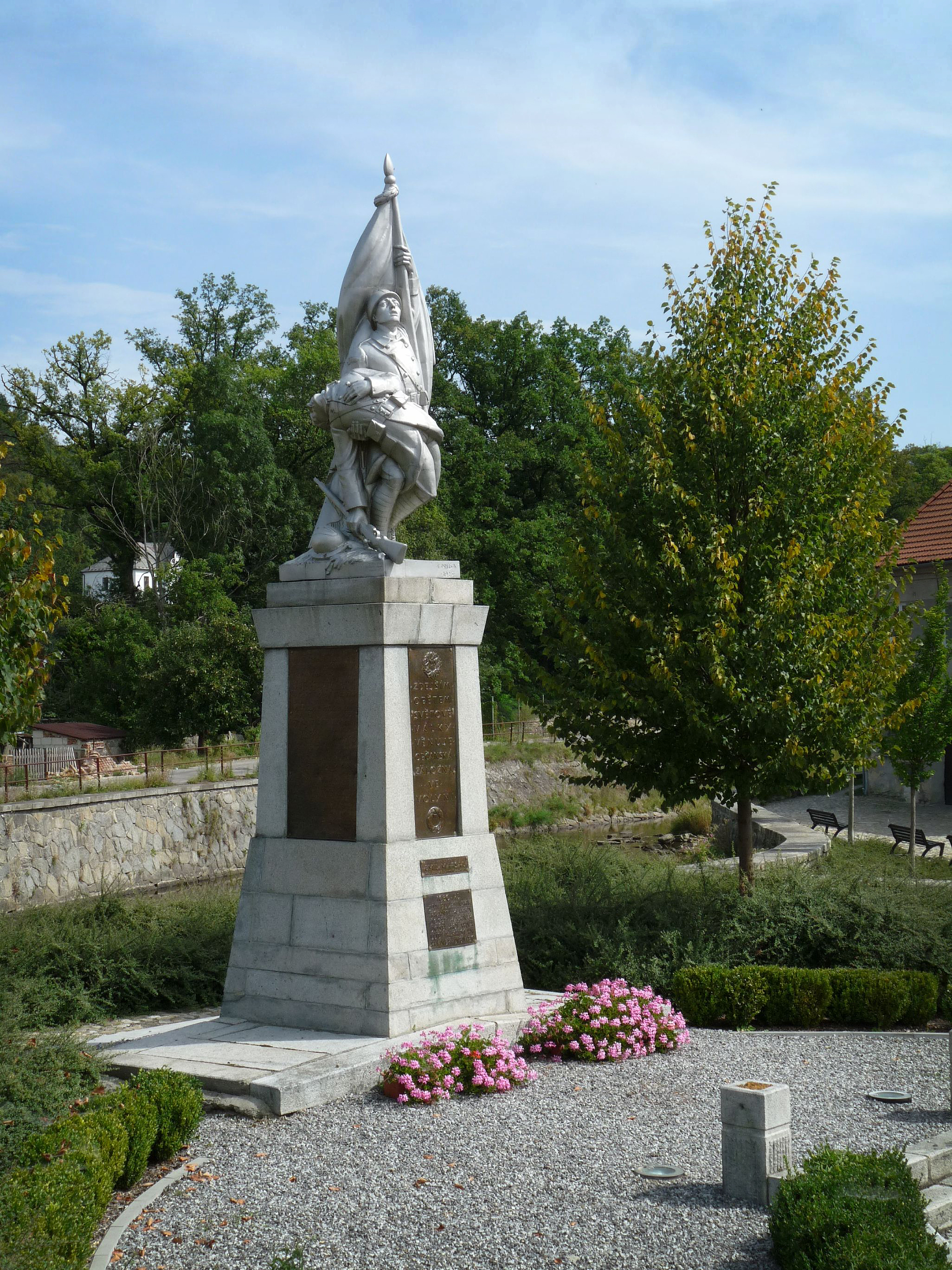
Památník světové války

## Osobnosti
- Antonín Lhota (1812–1905), malíř, rektor AVU v Praze (zemřel ve Volyni)
- Josef Niklas (1817–1877), architekt období historismu
- Jindřich Záhoř (1845–1927), lékař, pražský městský hygienik a politik
- Josef Kaizl (1854–1901), politik, ekonom a vysokoškolský pedagog, ministr financí v předlitavské vládě Franze Thun-Hohensteina (úřad vykonával od 5. března 1898 do 2. října 1899), historicky nejvýše postavený Čech v dějinách Rakousko-Uherska
- František Blahovec (1864–1942), katolický kněz, politik a regionální aktivista
- Jindřich Svoboda (1884–1941), profesor základů vyšší matematiky a sférické astronomie na Českém vysokém učení technickém v Praze; v akademickém roce 1935–1936 jeho rektor
- Alois Boháč (1885–1945), malíř a pedagog
- Josef Boháč (1890–1978), sochař
- Alžběta Birnbaumová (1898–1967), historička umění
- Maxmilián Boháč (1898–1957), malíř
- Jaroslav Hůlka (1899–1924), básník a prozaik
- Antonín Matěj Píša (1902–1966), novinář, literární a divadelní kritik, dramaturg Národního divadla
- Hynek Němec (1902 – 1942), důstojník československé armády, odbojář popravený nacisty
- Rudolf Haering (1915–1976), účastník Bitvy o Británii, válečný pilot v 311. československé bombardovací peruti RAF
- Irena Skružná (1918–2003), překladatelka a dabingová režisérka
- Jan Rubeš (1920–2009), operní zpěvák a herec
- Josef Hrubý (1932– 2017), spisovatel, básník, překladatel, výtvarník a knihovník
- Karel Klos (1945–2016), karikaturista
- Roman Kubička (1947–2020), akademický malíř, grafik, ilustrátor, autor knih o výtvarné technice, pedagog
- Vladimír T. Gottwald (* 1954), herec, spisovatel, dramatik, kreslíř a publicista